# Бреј сир Роаја
Бреј сир Роаја (фр. Breil-sur-Roya) насеље је и општина у југоисточној Француској у региону Прованса-Алпи-Азурна обала, у департману Приморски Алпи која припада префектури Ница.
По подацима из 2011. године у општини је живело 2415 становника, а густина насељености је износила 29,7 становника/km². Општина се простире на површини од 81,31 km². Налази се на средњој надморској висини од 310 метара (максималној 2.080 m, а минималној 151 m).

## Демографија
| 1962. | 1968. | 1975. | 1982. | 1990. | 1999. | 2011. |
| ----- | ----- | ----- | ----- | ----- | ----- | ----- |
| 1.994 | 2.148 | 2.089 | 2.095 | 2.058 | 2.028 | 2.415 |

График промене броја становника у току последњих година